# Revit
Revit（レヴィット/レビット）は、アメリカの企業オートデスク社開発の

Windows用建築3次元CADソフトウェアである。BIM分野で利用されるBIMツールである。

## 概要
開発は1997年にマサチューセッツ州で始まり、Charles River Softwareが開発を開始した。
2000年にRevit Technology社と改称し、2002年にAutodesk社により、1.33億USドルで買収された。
2006年以降、Revit Building 9を最後にバージョンナンバーを他のAutodesk製品と統一し、年号表記に変更する。
また2007年から2015年は、利用シーン別に、建築設計用のRevit Architecture、構造設計用のRevit Structure、設備設計用のRevit MEPを開発し販売していたが、2016年のRevit 2017以降はそれらがRevit本体に統合された。
Revit単体の販売のほかに、「Architecture, Engineering & Construction Collection」（Building Design Suiteの後継）として、AutoCAD/3ds Max/Navisworksなどが含まれるスイート製品を販売している。
日本国内では、ArchiCADとRevitがBIMツールとして二分している状況にある。
Revitの最大の特徴は、部品（Revitではファミリと呼ぶ）の作成が比較的容易であることが挙げられる。またAutodesk製品のバリエーションが豊富であり、可用性が高いといえる。
一部の機能を制限した廉価版、Revit LTが発売されている。

## バージョン履歴
Charles River Software
- 1999年 - Revit 0.1
- 2000年 - Revit 0.2

Revit Technology Corporation
- 2000年 - Revit 1.0
- 2000年 - Revit 2.0
- 2000年 - Revit 2.1
- 2001年 - Revit 3.0
- 2001年 - Revit 3.1
- 2001年 - Revit 4.0
- 2002年 - Revit 4.1

Autodesk Revit
- 2002年 - Revit 4.5
- 2002年 - Revit 5.0
- 2003年 - Revit 5.1
- 2003年 - Revit 5.5
- 2003年 - Revit 6.0
- 2004年 - Revit 6.1
- 2004年 - Revit 7.0

Autodesk Revit Building
- 2005年 - Revit Building 8.0
- 2005年 - Revit Building 8.1
- 2006年 - Revit Building 9.0

Revit Architecture
- 2007年 - Revit Architecture 2008
- 2008年 - Revit Architecture 2009
- 2009年 - Revit Architecture 2010
- 2010年 - Revit Architecture 2011

Building Design Suite (同梱のRevitとして)
- 2011年 - Revit 2012
- 2012年 - Revit 2013
- 2013年 - Revit 2014
- 2014年 - Revit 2015
- 2015年 - Revit 2016

Autodesk Revit
- 2016年 - Revit 2017
- 2017年 - Revit 2018
- 2018年 - Revit 2019
- 2019年 - Revit 2020
- 2020年 - Revit 2021

## 関連製品
以下は建築向けソフトウェアスイートである「Architecture, Engineering & Construction Collection」において、Revitと共に含まれているソフトウェア群である。
- Autodesk Advance Steel
- Autodesk Fabrication CADmep
- Autodesk Insight
- Autodesk Revit Live
- Autodesk Structural Bridge Design
- Autodesk Dynamo
- Autodesk AutoCAD
- Autodesk ReCap
- Autodesk 3ds Max
- Autodesk Navisworks（英語版）
- Autodesk Civil 3D
- Autodesk InfraWorks
- Autodesk Robot Structural Analysis Professional
- Autodesk FormIt
- Vehicle Tracking
- Autodesk Rendering

## 関連書籍
- Revit Architecture公式ガイドブック（山田 渉（著）、エクスナレッジ）
- Autodesk Revit Building 9 基礎トレーニングブック AOTC（Autodesk Official Training Course）テキスト Autodesk公認トレーニングブックス）（オートデスク、ソフトバンククリエイティブ）
- はじめてのAutodeskRevitLT（中川まゆ、小林 美砂子（著）、エクスナレッジムック）
- Autodesk Revit公式トレーニングガイド （Autodesk Official Training Guide Essentials）（大和ハウス工業株式会社　伊藤久晴（著）/オートデスク株式会社（監）、日経BP社）

## ファイル形式
- RVT
- RTE
- RFA
- DWG
- IFC2x3